# 甲賀寺
甲賀寺（こうかでら/こうがでら、甲可寺）は、近江国甲賀郡の紫香楽（しがらき、信楽）にあった古代寺院（廃寺）。寺跡は滋賀県甲賀市信楽町黄瀬・牧地区に推定される（国の史跡「紫香楽宮跡」内裏野地区）。
奈良時代に聖武天皇により、紫香楽宮（信楽宮/甲賀宮）と並行して総国分寺として造営が計画された寺院である。紫香楽宮廃都に伴い、近江国分寺に転用されたとする説が有力視される。

## 歴史

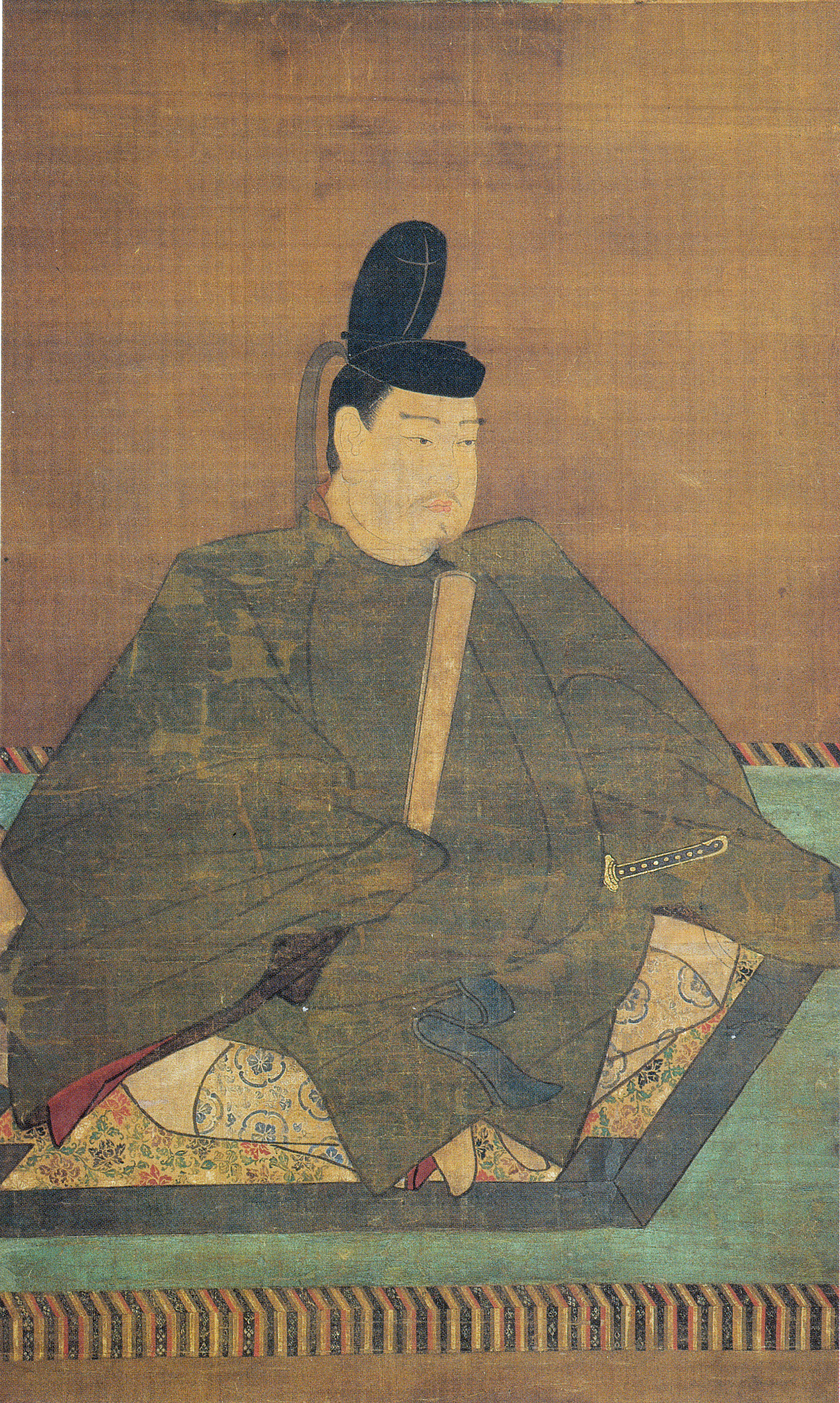
聖武天皇肖像

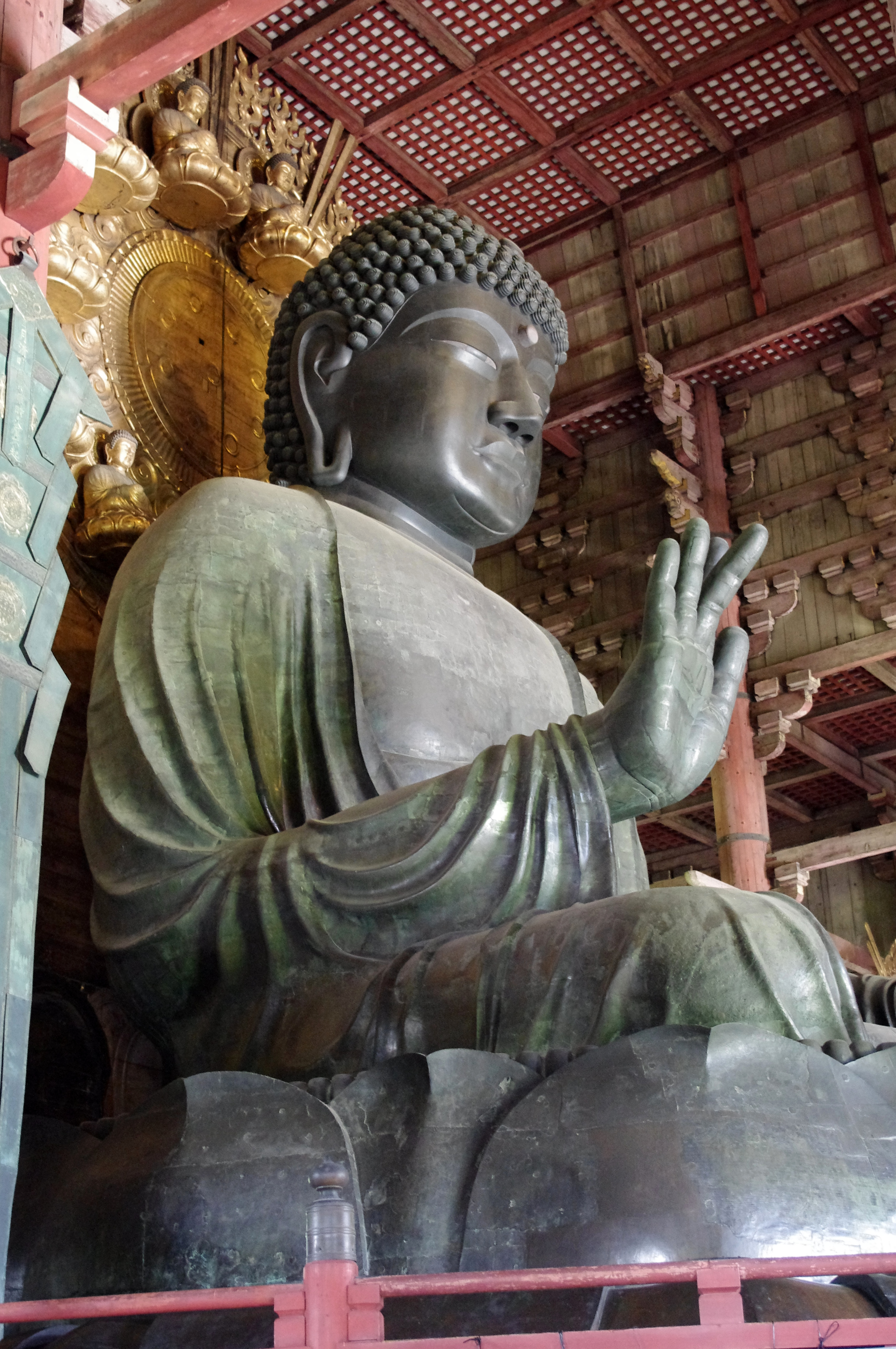
東大寺 盧舎那仏像

聖武天皇は天平14年（742年）2月に恭仁京から近江国甲賀郡への道を開いたのち、同年8月に近江国甲賀郡紫香楽村での離宮の造営を命じる。そして天平15年（743年）10月15日に大仏造立の詔を出し、同年10月19日に盧舎那仏像を安置するために紫香楽に寺地を開いており、これが甲賀寺にあたる。
天平16年（744年）11月13日には「甲賀寺」の寺名が文献上で初めて見え、盧舎那仏像の体骨柱が建てられ、聖武天皇自らその縄を引いている。同年11月17日には元正太上天皇が難波から「甲賀宮」（紫香楽宮から名称変更）に移って甲賀宮は皇都としての様相を強めており、天平17年（745年）1月には紫香楽宮は「新京」として事実上の皇都として位置づけられていた。その後も造営は進展していたが、同年4月から山火事や地震が連続的に発生したため、同年5月に聖武天皇は恭仁宮次いで平城宮に移り、甲賀宮は廃都とされた。
廃都後の甲賀寺の変遷は詳らかでないが、廃都に伴って甲賀寺の本格的な造営も中止されたと見られている。ただし『正倉院文書』の天平17年（745年）10月21日の「造甲可寺所解」によって「甲可寺」造営の一部存続が認められるほか、同文書天平19年（747年）1月19日の「甲可寺造仏所牒」でも造仏所の存在が認められ、同文書「種々収納銭注文」の記載から天平19年5月27日までの名称の存続を指摘する説もある。その後の史料としては、『正倉院文書』天平勝宝3年（751年）12月18日の「奴婢見来帳」に見える「甲賀宮国分寺」が、甲賀寺のその後にあたるとする説が挙げられている。
なお大仏造立については、平城京還都後に東大寺に継承された。『東大寺要録』の「大仏殿碑文」によれば、天平17年（745年）8月23日に造立再開、天平19年（747年）9月29日に鋳造開始、天平勝宝元年（749年）10月24日に鋳造完成と見える。その後の工程・大仏殿建立等を経て、天平勝宝4年（752年）4月9日に開眼供養に至っている。

## 伽藍

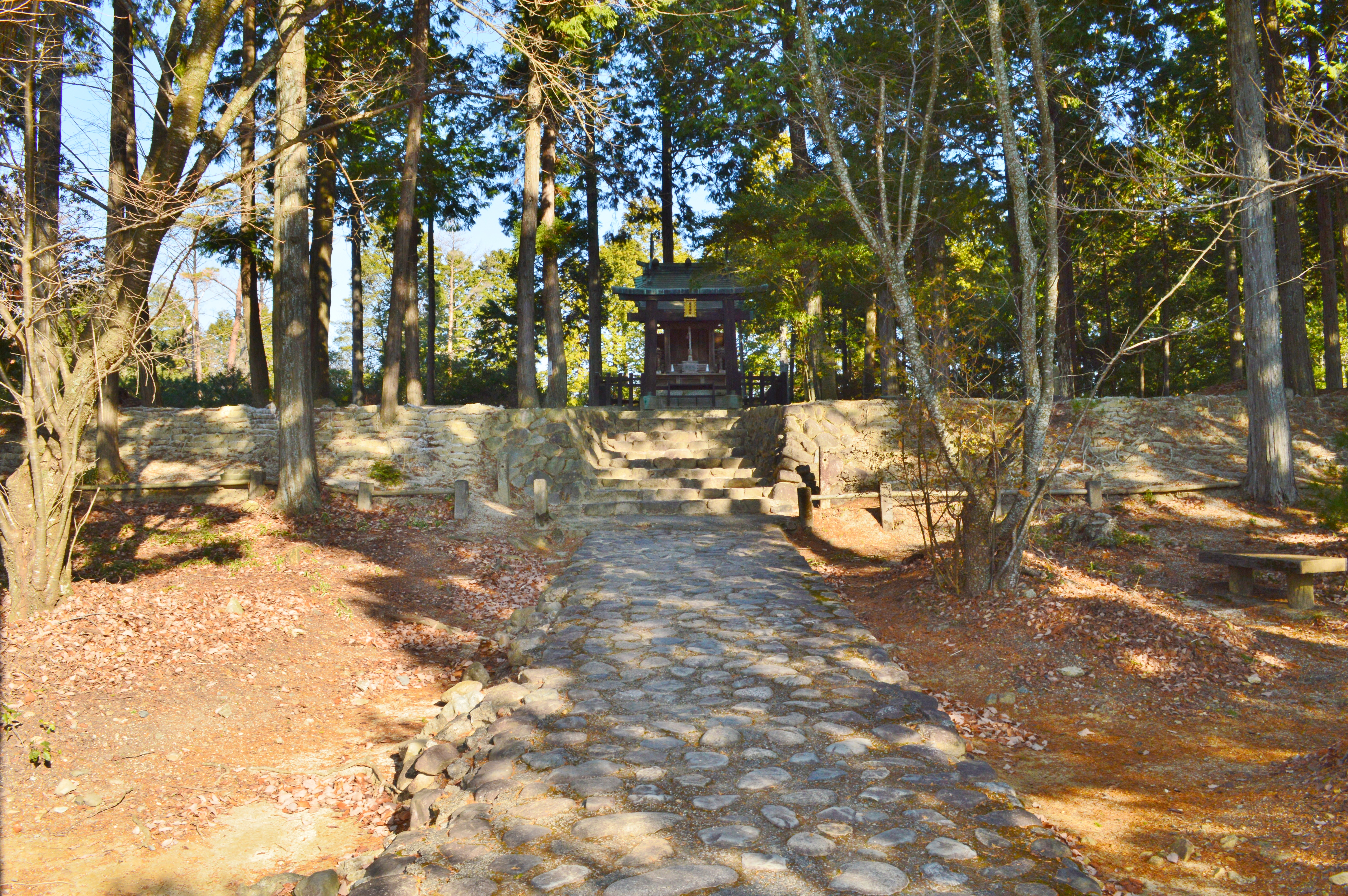
紫香楽宮跡内裏野地区
（滋賀県甲賀市）

寺跡の所在地は詳らかでないが、紫香楽宮跡内裏野地区（滋賀県甲賀市信楽町黄瀬・牧、内裏野遺跡/内裏野廃寺跡）に比定する説が古くから知られる。同地区は古くは紫香楽宮跡に比定され、「紫香楽宮跡」として国の史跡にも指定されているが、その後の調査で宮殿跡ではなく寺院跡であることが判明している（現在では紫香楽宮跡は紫香楽宮跡宮町地区に比定）。
内裏野地区の性格に関しては、上述の『正倉院文書』の「甲賀宮国分寺」の記載から廃絶時点は近江国分寺とする説が有力で、寺域で検出された火災痕は『日本紀略』での延暦4年（785年）の近江国分寺の焼失記事とも対応する。そして甲賀寺はその近江国分寺の前身寺院にあたり、甲賀寺の伽藍を改めて国分寺に移行されたと想定されている。一方、近江国分寺と甲賀寺とは別々に計画されたとして、近江国分寺の建立を近江国府付近に想定し（候補地として瀬田廃寺跡が存在）、内裏野地区は甲賀寺として廃絶したとする説もある。
いずれの説の場合でも、現在の内裏野地区の主要伽藍は東大寺と似た様相（東大寺式伽藍配置）でありながら、内裏野地区の寺域は東大寺よりも大幅に小さい点（面積は3割弱）、内裏野地区の金堂跡には大仏が収まらない点等で、内裏野地区と甲賀寺を巡る解釈には課題も残されている。そのため様相の解明には、下層遺構の有無確認等の調査が必要とされる。